# Plaza Síntagma
La plaza Síntagma (en griego Πλατεία Συντάγματος, Platía Sindágmatos, «Plaza de la Constitución»), está localizada en Atenas, la capital de Grecia. Recibe su nombre en conmemoración de la Constitución que el rey Otón I de Grecia fue forzado a aceptar el 3 de septiembre de 1843 en el Antiguo Palacio Real, hoy sede del parlamento de Grecia, que se encuentra en la plaza.
La plaza está presidida en su parte más alta por el parlamento de Grecia y la Tumba del Soldado Desconocido, decorada con un evocativo relieve de un soldado hoplita moribundo. La plaza fue inaugurada el 25 de marzo de 1932 durante el "Día de la Independencia". La tumba está flanqueada por textos de la famosa oración fúnebre de Pericles. Las otras paredes de la plaza están cubiertas con escudos de bronce que celebran las victorias militares desde 1821.
La Guardia Nacional (évzones) patrulla continuamente delante de la tumba, vestidos con sus famosos uniformes de fustanela y zuecos. También en ella han tenido lugar numerosas manifestaciones de protesta contra las medidas de austeridad tomadas por el gobierno griego frente a la crisis económica que tiene lugar en el país de 2010 en adelante.
|  |  |  |

## Otros datos
- Los reyes de España, Juan Carlos I y Sofía de Grecia, tras hacerse oficial su compromiso de boda, fueron recibidos en la plaza Síntagma.
- El suicidio de Dimitris Christoulas que produjo una gran impacto en la opinión política griega tuvo lugar en esta plaza.
- En 2015, la película "Jason Bourne" se rodó en Santa Cruz de Tenerife (España). Para ello, esta ciudad fue especialmente ambientada para simular las ciudades griegas de Atenas y El Pireo. La plaza central de la ciudad, la Plaza de España, fue ambientada para representar la Plaza de Sintagma.[3]